# Crataegus venusta
Crataegus venusta är en rosväxtart som beskrevs av Chauncey Delos Beadle. Crataegus venusta ingår i Hagtornssläktet som ingår i familjen rosväxter. Utöver nominatformen finns också underarten C. v. pallens.